# Crithidia fasciculata
Crithidia fasciculata és una espècie de protist tripanosomàtid paràsit, que té un únic hoste durant el seu cicle vital. En el seu cas es tracta d'un mosquit. Per tant, no afecta els éssers humans, a diferència d'altres tripanosomàtids. C. fasciculata té una baixa especificitat d'hoste, de manera que pot infectar moltes espècies de mosquits.

## Cicle de vida
Té dues formes diferents morfològiques: un coanomastigot nedador, que té un flagel extern llarg que li dona mobilitat, i la segona és l'amastigot immòbil, que viu en l'aparell digestiu del mosquit. Els amastigots són excretats en la femta i contaminen l'hàbitat dels mosquits.
La transmissió de C. fasciculata  es produeix principalment quan els amastigots, arrossegats per l'aigua estancada, són ingerits per les larves de mosquits. Els amastigots es troben principalment en el recte de la larva. Cada canvi de larva dona lloc a la pèrdua de la infecció, però generalment es recupera ràpidament en ingerir més amastigots. Quan al quart estadi larvari es fa pupa, la infecció de l'amastigot roman a l'intestí al llarg de la metamorfosi de l'animal, donant lloc a un mosquit adult infectat.

## Ús en investigació
C. fasciculata és un exemple de tripanosomàtid infecciós no humà i està relacionat amb diversos paràsits, entre ells Trypanosoma brucei (causant de la tripanosomosi africana) i Leishmania (causant de la leishmaniosi). C. fasciculata parasita diverses espècies d'insectes i fou usat àmpliament per provar noves estratègies terapèutiques contra infeccions parasitàries com a organisme model en la investigació sobre la biologia de tripanosomàtids que infecten l'home.
Com és típic en els tripanosomàtids, però poc comú en altres protists, C. fasciculata  té un sol mitocondri. L'ADN mitocondrial es troba formant una estructura única, anomenada cinetoplast, sobre la base del seu únic flagel. Com és comú entre les espècies parasitàries, C. fasciculata necessita un medi amb alt contingut de nutrients (incloent grups hemo i àcid fòlic) per poder ser cultivat en condicions de laboratori.